# بيتش هيل (باركشير)
بيتش هيل (بالإنجليزية: Beech Hill, Berkshire)‏ هي قرية و أبرشية مدنية تقع في المملكة المتحدة في إنجلترا. يقدر عدد سكانها بـ 294 نسمة ومساحتها 4.70 كم2 .